# Rosnieft

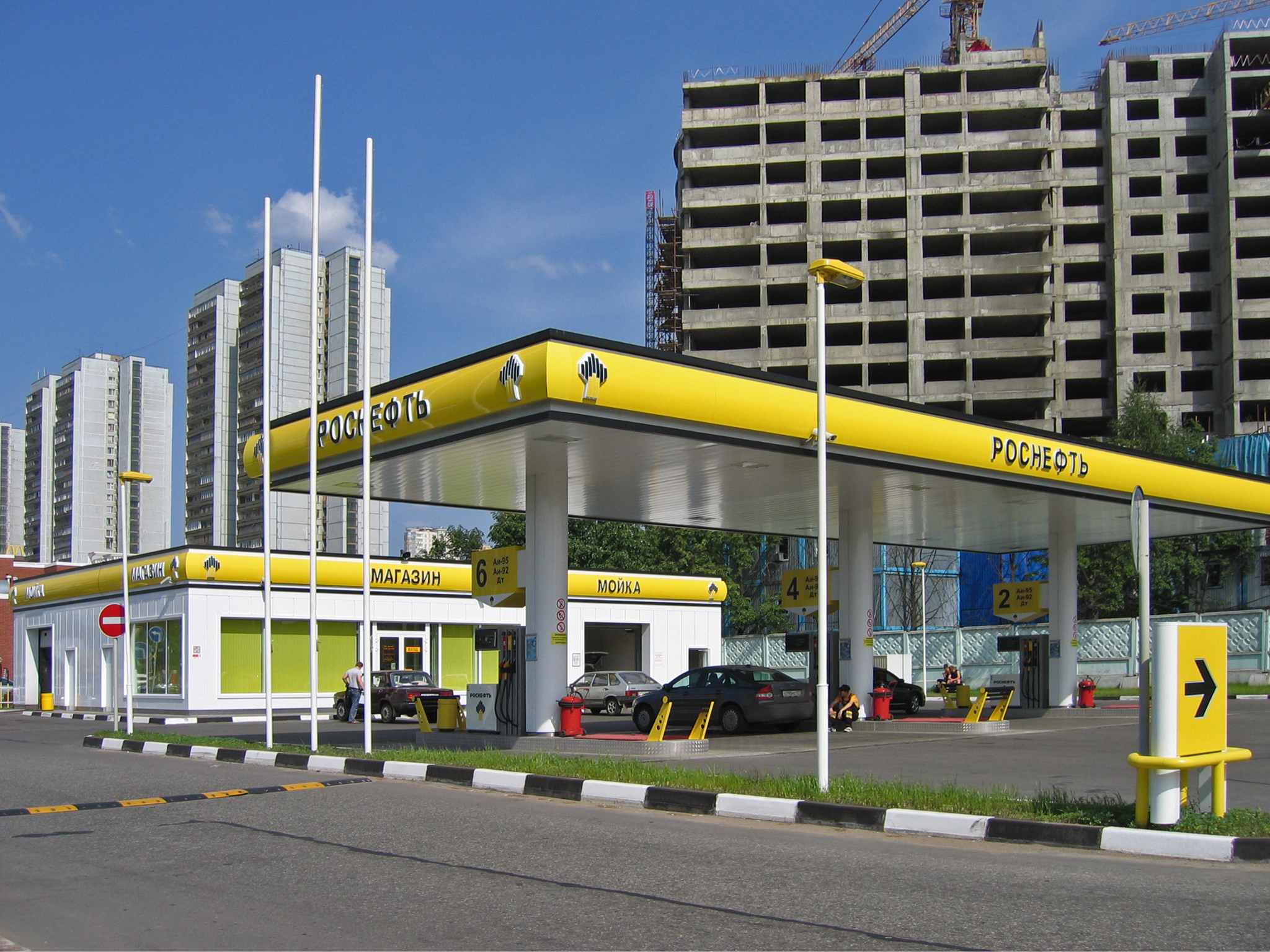
Stacja benzynowa należąca do spółki, w Moskwie

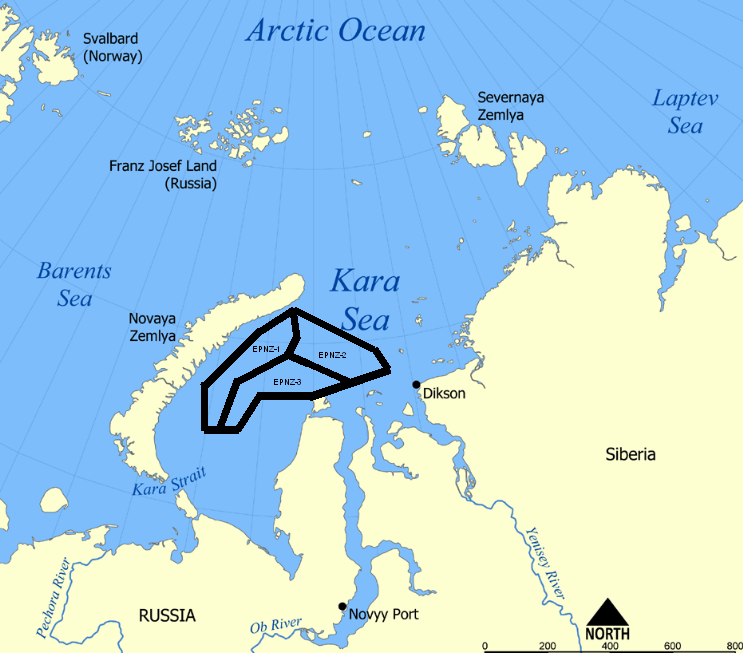
Mapa przedstawiająca obszary złóż ropy naftowej i gazu na Morzu Karskim, które są eksploatowane przez Rosnieft i Exxon Mobil

PAO „Nieftianaja kompanija »Rosnieft«” (ros. ПАО «Нефтяная компания „Роснефть“») – rosyjski państwowy koncern działający w branży petrochemicznej. Głównym akcjonariuszem spółki jest Rząd Federacji Rosyjskiej, posiadający 75,16% akcji, 15% akcji znajduje się wolnym obrocie. Według magazynu Fortune, koncern zajmował 179 miejsce na liście 500 największych przedsiębiorstw na świecie w 2011 roku. Wartość rynkowa koncernu na koniec 2006 roku wyceniana była na 83 miliardy dolarów. Dochód spółki w 2011 roku wyniósł około 12,4 mld $.
W 2000 roku produkcja ropy naftowej spółki kształtowała się na poziomie 98,56 miliona baryłek (13,47 mln ton), zwiększając się do 148,26 miliona baryłek (20,27 mln ton) w 2004 roku, tego samego roku pojawiła się szansa na połączenie spółki Gazpromem. Plany te jednak zostały porzucone w maju 2005 roku. Od 2004 roku spółka nabyła w serii aukcji rządowych aktywa przedsiębiorstwa Jukos, po tym gdy spółka ogłosiła bankructwo związane z aferą w jaką uwikłany był jej główny akcjonariusz Michaił Chodorkowski, większość z tych aukcji zostało wygranych przez Rosnieft. W związku z czym w 2005 roku spółka była już drugim co do wielkości producentem ropy naftowej i gazu w Rosji przy średniej produkcji 1,69 miliona baryłek ropy naftowej dziennie.
14 lipca 2006 roku kierownictwo spółki przeprowadziło jedną z największych pierwszych ofert publicznych w historii finansowej Rosji, wystawiając około 15% swoich akcji na rosyjskiej giełdzie papierów wartościowych (RTS) i London Stock Exchange (LSE). Akcje spółki wyceniono wówczas na 7,55 dolarów za sztukę, co przyniosło około 10,7 miliarda wpływów ze sprzedaży 15% akcji, i pomogło wycenić wartość spółki na 79,8 miliarda dolarów. Spółka również osiągnęła swój cel, jakim było zyskanie strategicznych inwestorów takich jak: koncern BP, Petronas i China National Petroleum Corporation, którzy kupiły akcje spółki o łącznej wartości 2,6 miliarda dolarów.
W dniu 14 stycznia 2011 roku spółka Rosnieft wraz z koncernem BP podpisały porozumienie w sprawie eksploatacji ropy naftowej na rosyjskim szelfie arktycznym pomiędzy półwyspem Jamał a Nową Ziemią. Ostatecznie nie doszło do zatwierdzenia porozumienia, gdyż umowa została zaskarżona do międzynarodowych sądów przez spółki należące do grupy rosyjskich miliarderów (Alfa Group, Access Industries oraz Renova Group), będących również akcjonariuszami spółki TNK–BP. W wyniku zablokowania możliwości eksploatacji złóż ze spółką „BP”, 30 sierpnia 2011 roku „Rosnieft” ogłosił, że nowa umowa określająca eksploatację złóż na Morzu Karskim, będzie realizowana przy współudziale amerykańskiego ExxonMobil. W związku z umową w zamian za udział w produkcji ropy z rosyjskich złóż, spółce Rosnieft, z drobnymi zastrzeżeniami ze strony organów regulacyjnych w USA, przyznano udział w produkcji na polach roponośnych w Teksasie i w obszarze Zatoki Meksykańskiej.
Tego samego miesiąca spółka podpisała z koncernem ExxonMobil kolejną umowę, tworzącą spółkę zajmującą się poszukiwaniem i wydobyciem ropy naftowej na obszarze Morza Czarnego w pobliżu wybrzeży kraju krasnodarskiego.
Pod koniec października 2012 roku kierownictwo koncernu ogłosiło chęć przejęcia trzeciego co do wielkości koncernu naftowego w Rosji TNK–BP, za który musiałby zapłacić kwotę około 55 miliardów dolarów – gdy dojdzie do podpisania zapowiadanej umowy „Rosnieft” znajdzie się na pierwszym miejscu wśród koncernów naftowych na świecie pod względem zasobów i produkcji ropy naftowej, wyprzedzając wielkie koncerny z USA i krajów bliskiego wschodu. W dniu 8 marca 2013 roku unijny organ do spraw antymonopolowych wyraził zgodę na przejęcie spółki TNK-BP przez Rosnieft, nie doszukując się w umowie żadnych obaw o zachwianie konkurencyjności na rynku europejskim. Transakcja została zakończona 22 marca 2013 roku, tym samym przedsiębiorstwo stało się największym na świecie producentem ropy naftowej.
Przedsiębiorstwo sponsoruje zespół hokejowy CSKA Moskwa, a jego prezes Igor Sieczin jest prezydentem klubu.